# القاسم بن معن
القاسم بن معن (…- 175 هـ = …- 791 م)، هو أديب ولغوي وراوية ومُحدِّث من الكوفة، عاش في القرن الثاني الهجري.

## سيرته
القاسم بن معن بن عبد الرحمن بن عبد الله بن مسعود المسعودي الهذلي الكوفي.
يُنسَب القاسم بن مَعن إلى الصحابي عبد الله بن مسعود، وتعود أصوله إلى قبيلة هذيل العربية، عاش حياته في مدينة الكوفة في ظلِّ الخلافة العباسيَّة، وتتلمذ القاسم على يد علماء مدينته، وحضر مجالس أبي حنيفة النعمان، وتدرَّج في مرتبته العلمية حتى تولَّى القضاء في الكوفة. كان اهتمامه ينصبُّ حول العلوم الدينية واللغويات، واشتغل بالفقه والحديث واللغة والشعر والنحو، وكان عالماً بالأخبار والأنساب. تتلمذ علي يديه جماعة من الطلاب، بزغ منهم ابن الأعرابي والفراء والليث بن المظفر. كان حَسن الخُلُق، معروفاً عنه الكُرم والسخاء، وأكثر معاصريه من مدحه والثناء عليه لثقته ومكانته العلميَّة، يُقال له: «شعبي زمانه». تُوفِّي القاسم بن مَعْن في سنة 175 من التقويم الهجري، ونقل السيوطي رواية أخرى تقول أنَّه توفِّي في 187.

## مؤلفاته
تُنسَب غليه المؤلفات التالية:
- «غريب المصنف» (نقل عنه ابن السكيت في "القَلب والإبدال"، وإسماعيل بن حماد الجوهري في "تاج اللغة وصحاح العربية"، وأبو عبيد القاسم بن سلام في "الغريب المصنف"، وأبو علي القالي في "الأمالي"، وابن فارس في "مقاييس اللغة").
- «النوادر في اللغة».
- يُنسب إليه كتاب في النحو.

## وصلات خارجية
- القاسم بن معن، سير أعلام النبلاء للحافظ الذهبي، على ويكي مصدر.